# Чотири види

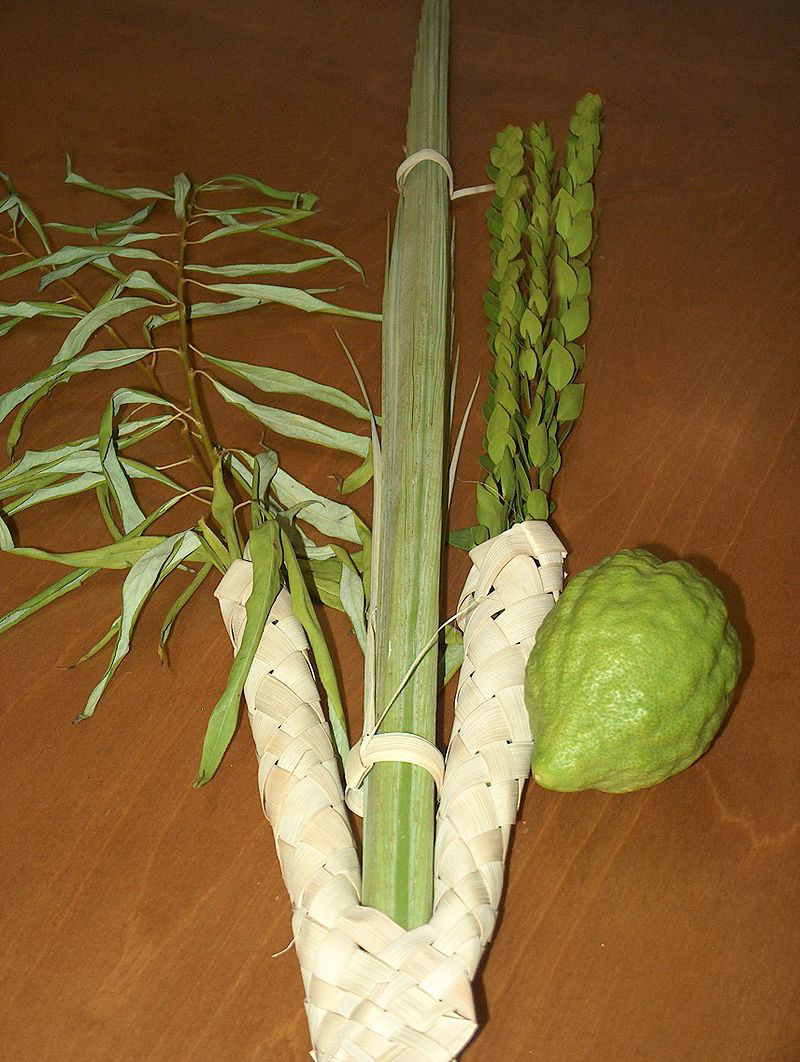
Чотири види за ашкеназькою традицією зліва направо: арава, лулав, гадас, етроґ.

Чотири види (івр. ארבעת המינים‬, трансліт. arba'at ha-minim або arba'a minim) — це чотири рослини: етроґ, лулав, гадас і арава, які згадуються в Торі (Левит 23:40) як такі, що мають відношення до єврейського свята Сукот. Побожні євреї пов'язують разом три види гілок і один вид фруктів і розмахують ними під час спеціальної церемонії кожного дня свята Сукот, окрім Шабату. Згідно з равіністичним юдаїзмом, розмахування цими чотирма рослинами є приписаною Торою міцвою, яка містить символічні натяки на служіння євреїв Богові.

## Чотири рослини
Міцва помахів (піднесення) чотирма видами походить від Тори. У книзі Левит 23:40 говориться:
І ві́зьмете собі першого дня пло́ду гарного дерева, па́льмові віття, і галу́зку многолистого дерева та припото́чних топо́ль, — і будете весели́тися перед лицем Господа, Бога вашого, сім день.— Переклад Івана Огієнка.
Єврейські терміни в цьому вірші наступні: 
- pərī 'ēṣ hāḏār (פְּרִי עֵץ הָדָר‬), плід гарного дерева;
- kappōt təmārīm (כַּפֹּת תְּמָרִים‬), пальмове віття;
- 'ănaf 'ēṣ-'āḇōṯ (עֲנַף עֵץ־עָבֹת‬), галузка густого/листяного дерева;
- 'arḇē-nāḥal (עַרְבֵי־נָחַל‬), гілка верби, що росте біля струмка або річки.

У талмудичній традиції чотири рослини визначаються як: 
- етроґ (אתרוג‬) — плід цитронового дерева,
- лулав (לולב‬) — стигла, зелена, закрита гілка фінікової пальми,
- гадас (הדס‬) — гілка миртового дерева,
- арава (ערבה‬) — вербова гілка.

## Практика

### Підготовка

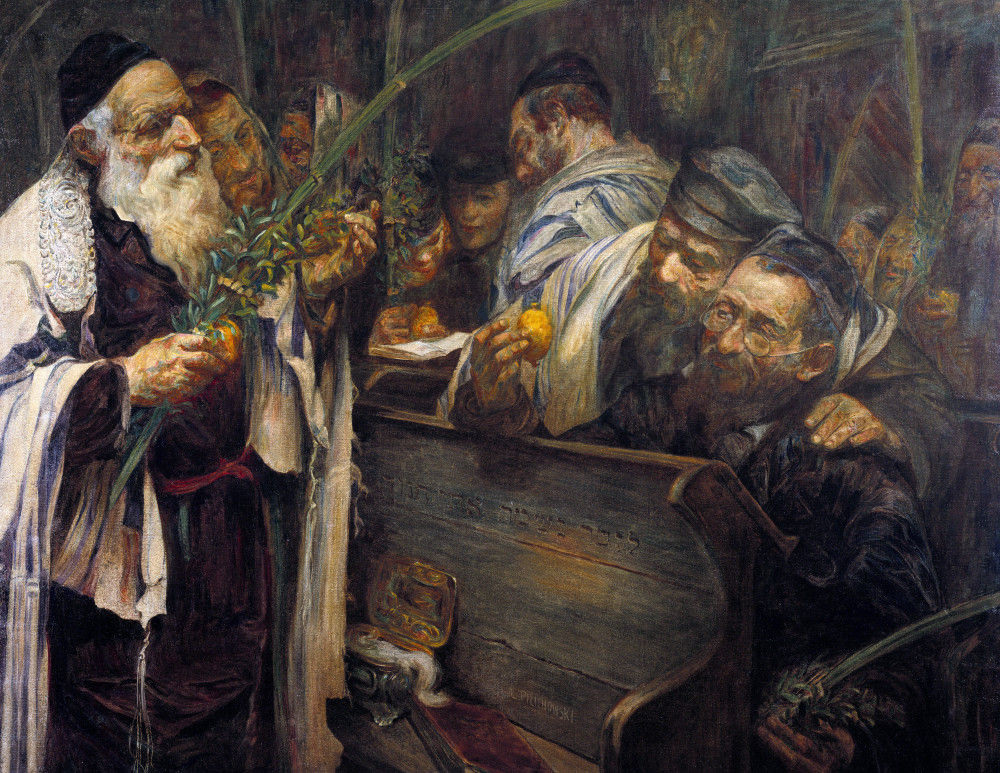
Сукот у синагозі (картина приблизно 1894—1895 років Леопольда Піліховського)

Щоб підготувати рослини до міцви, лулав спочатку зв'язують разом з гадасом і аравою (цей пучок також називають «лулав») наступним чином: один лулав кладуть у центр, дві гілки арави кладуть ліворуч, а три гілки гадаса — праворуч (цей порядок однаковий як для правшів, так і для лівшів). Пучок може бути перев'язаний смужками з іншого пальмового листя або поміщений у спеціальний тримач, який також сплетений з пальмового листя.
Євреї-сефарди кладуть одну араву праворуч від лулава, а другу — ліворуч, і накривають їх трьома гілками гадаса — однією праворуч, другою ліворуч третьою зверху на корінець лулава, злегка нахиливши його праворуч. Зв'язка скріплюється кільцями, зробленими зі смужок пальмового листя. Багато євреїв-ашкеназі-хасидів також дотримуються цієї практики.
У будь-якому випадку, всі види повинні бути розміщені в тому напрямку, в якому вони росли (для етроґа це означає, що кінець стебла має бути знизу, а кінець квітки — зверху; це напрямок, в якому починає рости етроґ, хоча, дозріваючи на дереві, він зазвичай звисає в протилежному напрямку).

### Розмахування

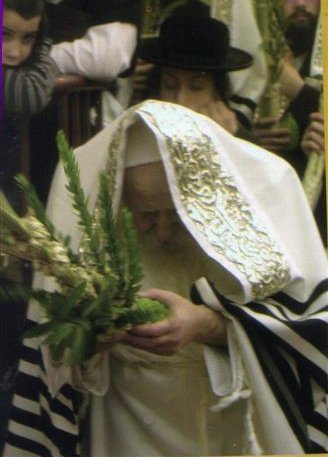
Ребе Тошер з Монреаля, Квебек, Канада, розмахує чотирма видами під час Галеля

Щоб прочитати благословення над лулавом і етроґом, лулав тримають в одній руці, а етроґ — в іншій. Правші тримають лулав у правій руці, а етроґ — у лівій. Звичаї для лівшів відрізняються для ашкеназі та сефардів. За звичаєм ашкеназів лулав тримають у лівій руці, а за звичаєм сефардів — у правій.
За звичаєм сефардів, благословення промовляють, тримаючи в руках лише лулав, а етроґ беруть у руки після завершення благословення. За звичаєм ашкеназів, перед проголошенням благословення етроґ перевертають догори дном, у напрямку, протилежному до того, в якому він росте. Причиною цих двох звичаїв є те, що благословення повинно передувати виконанню міцви. Якби всі види трималися в тому напрямку, в якому вони росли, то міцва була б виконана до того, як було вимовлено благословення.
Після проголошення благословення: «Благословенний Ти, Господи Боже наш, Цар всесвіту, Який освятив нас Своїми заповідями і звелів нам приймати лулав» (благословення «Шехечеяну» також промовляється вперше щороку, коли хтось махає лулавом і етроґом), етроґ перевертають правим боком догори (або піднімають), а людина з'єднує дві руки так, щоб етроґ торкався пучка лулава. Потім ці чотири види спрямовують і обережно трясуть тричі в кожному з чотирьох напрямків, а також вгору і вниз, щоб засвідчити Божу владу над усім творінням. Це струшування або махання називається на'ану'ім (נענועים‬).
Церемонію помахування можна проводити в синагозі, або в приватній обстановці вдома чи в суці, якщо це денний час. Жінки та дівчата можуть виконувати міцву махання лулавом і етроґом, але Галаха не вимагає від них цього. Оскільки жінки не зобов'язані виконувати цю міцву, дехто вважає, що сефардські жінки не промовляють благословення.

### У синагозі
Помахування виконується знову (але вже без відповідного благословення) під час ранкової молитви в синагозі, а також кілька разів під час читання Галеля.
Крім того, в синагозі після Галеля відбувається ще одна церемонія, під час якої віруючі приєднуються до процесії навколо святилища з чотирма видами, виголошуючи при цьому особливі молитви (які називаються гошанот, від приспіву гошана, «врятуй нас»). З першого по шостий день Сукоту робиться одне повне коло; на Хошана Раба, сьомий і останній день Сукоту, робиться сім повних кіл. Оскільки чотири види не використовуються в шабат, існують різні звичаї щодо того, чи промовляють гошанот і чи роблять коло в цей день.

## Історія

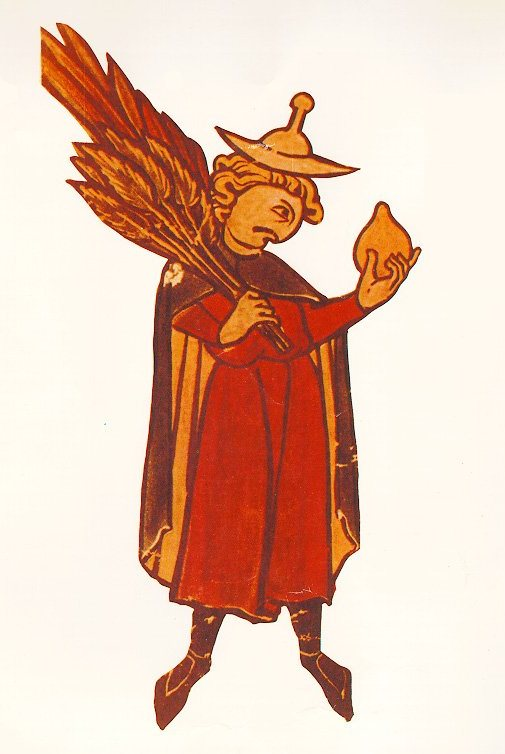
На цьому малюнку, деталі середньовічного єврейського календаря, зображено єврея, який несе чотири види

За часів існування Храму в Єрусалимі у ньому приносили їжу в усі сім днів свята Сукот, а в інших місцях — лише в перший день. Це відповідало заповіді Левит 23:40, яка закликає до «приношення» в перший день, а потім сім днів святкування «перед Богом» (у Храмі). Після зруйнування Храму рабин Йоханан бен Заккай наказав махати цими чотирма видами повсюди в кожен день Сукоту (окрім шабату), на знак пам'яті про Храм.
Практику розмахування чотирма видами розуміли по-різному. Очевидно, спочатку розмахування було частиною енергійних танців (або трясіння музичними інструментами), які відбувалися в рамках храмових святкувань на Сукот. Після зруйнування Храму махання набуло символічного значення: шість напрямків махання символізували контроль Бога над кожним напрямком Всесвіту, подібно до певних храмових приношень, якими також махали в шість напрямків.
У старих єврейських громадах Східної Європи євреї жили в містах далеко від полів, що потребувало значної подорожі для того, щоб придбати ці чотири види. Часто цілим містам доводилося користуватися ними спільно. Етроґ був особливо рідкісним і тому дуже дорогим. У північноафриканських громадах, в Марокко, Тунісі і Танжері, спільноти жили ближче до полів, але етроґ все одно був досить дорогим. Там, замість одного етроґа на місто, був один на сім'ю. Але в обох регіонах громада певною мірою ділилася своїми етроґами.
Сьогодні, з покращенням транспортних засобів, сільськогосподарських технологій тощо, все більше людей мають власний етроґ . Він може коштувати від 3 до 500 доларів США, залежно від якості, розміру, кольору і навіть запаху.

## Вибір чотирьох видів

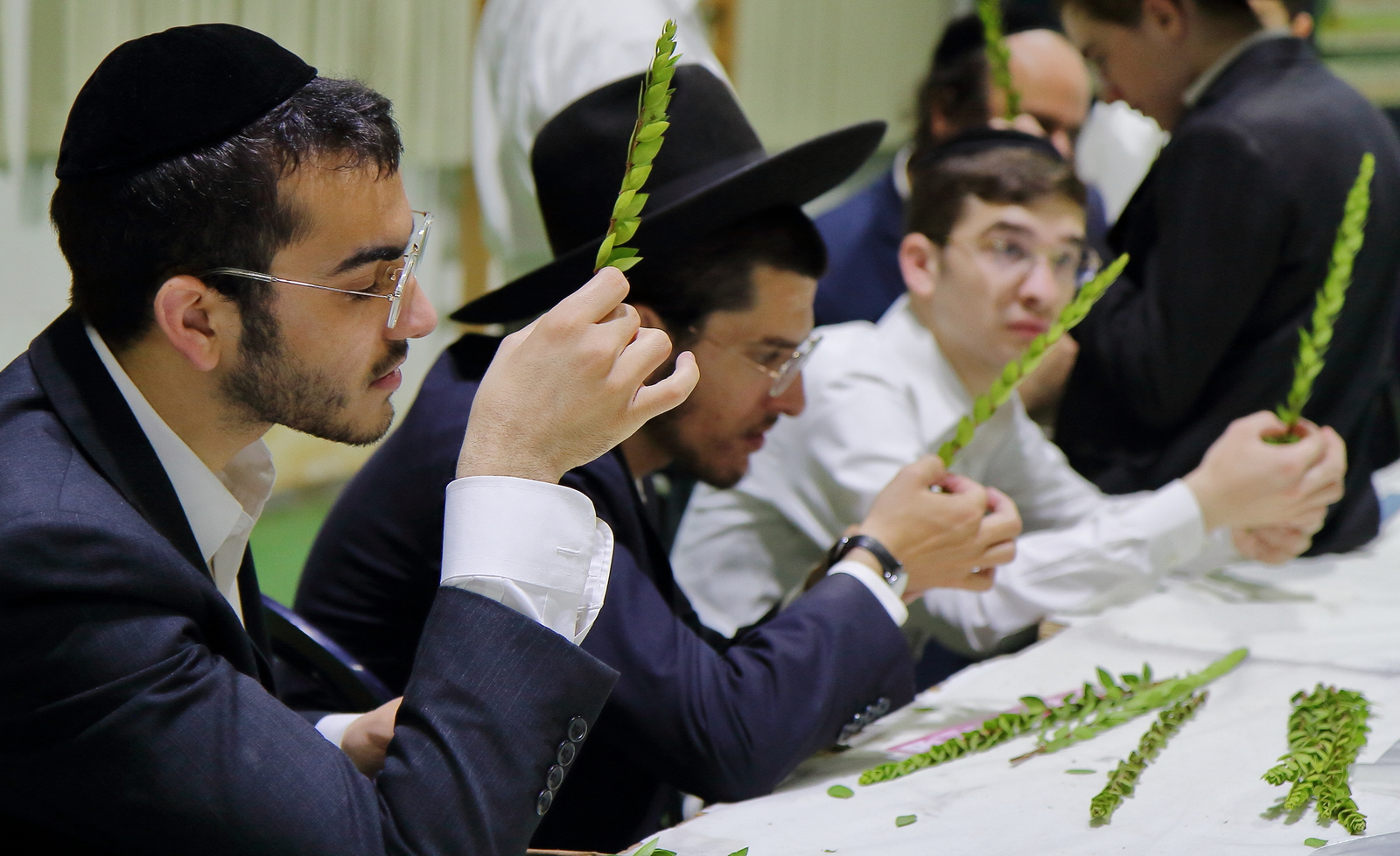
Ринок чотирьох видів в Бней-Брак, Ізраїль, 2021 рік

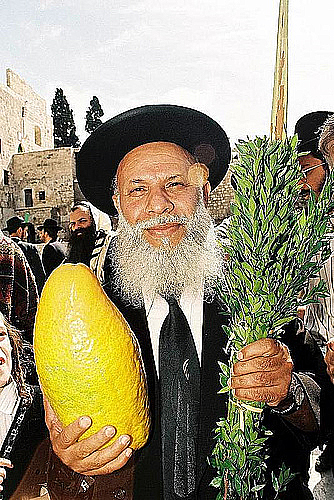
Єменський єврей з лулавом і етроґом. Єрусалим.

Хоча всі міцвот (заповіді) слід виконувати якнайкраще, хідур-міцва (прикрашання заповіді) особливо стосується чотирьох видів. Галаха чітко визначає, що є «найкращим» у кожному з цих видів. З цією метою люди витрачають великі суми грошей, щоб придбати найдосконаліший етроґ, найпряміший лулав й найсвіжіші гадас і араву. Зазвичай батько купує кілька наборів цих чотирьох видів, щоб забезпечити і своїх синів.
Хідур-міцва стосується всіх заповідей, але її відсутність не перешкоджає виконанню заповіді. Конкретно для чотирьох видів існує ще одна «технічна» вимога — хадар (краса), яка ускладнює виконання міцви чотирьох видів. Незважаючи на схожі назви та деталі, ці дві вимоги відрізняються одна від одної.

## Інтерпретації
Пропонується кілька пояснень, чому саме ці види були обрані для міцви.
Ці чотири види відрізняються тим, що жоден з них не поширений на всій Ерец-Ізраель, а зустрічається в окремих її частинах: етроґ — на вологій прибережній рівнині, лулав — біля джерел у долинах, гадас — у горах, арава — біля великих ваді та річок. Таким чином, щоб виконати заповідь, євреї з різних куточків землі мали зібратися разом у Храмі, щоб поділитися тими видами, які росли в їхніх місцевостях.
Після того, як вигнання унеможливило таке зібрання, рабини адаптували цю ідею, навчаючи, що зв'язування чотирьох видів символізує об'єднання чотирьох категорій євреїв у служінні Богу, а саме:
- Лулав має смак, але не має запаху, символізуючи тих, хто вивчає Тору, але не має добрих справ.
- Гадас має приємний запах, але не має смаку, символізуючи тих, хто має добрі справи, але не вивчає Тору.
- Арава не має ні смаку, ні запаху, символізуючи тих, кому бракує як вивчення Тори, так і добрих справ.
- Етроґ має і приємний смак, і приємний запах, символізуючи тих, хто має і Тору, і добрі справи.

Друге пояснення полягає в тому, що чотири види натякають на частини людського тіла. Кожен з видів або його листя схожі за формою на такі органи:
- Лулав — хребет
- Гадас — око
- Арава — рот
- Етроґ — серце

Зв'язуючи їх разом для міцви, євреї демонструють своє бажання присвятити все своє єство служінню Богові.
Додатковою причиною розмахування цими чотирма видами на всі боки є той факт, що всі ці види потребують багато води для росту. Лулав росте в обводнених долинах, гадас і арава — біля джерел води, а етроґ потребує більше води, ніж інші фруктові дерева. Беручи саме ці види і розмахуючи ними на всі боки, єврей символічно виголошує молитву про рясні дощі для всієї рослинності землі в наступному році.

## Караїмська інтерпретація
Згідно з караїмським юдаїзмом, мета наказу збирати чотири види Левит 23:40 є неоднозначним, оскільки в тексті прямо не вказано, що з ними робити. Караїмські євреї вірять, що ціль полягає не в тому, щоб розмахувати чотирма видами, а скоріше використовувати їх для побудови «суки», яка описана в сусідніх віршах Левит 23:42-43. Це тлумачення частково базується на Неєм. 8:14-18:
І знайшли написане в Законі, що наказав був Господь через Мойсея, щоб Ізраїлеві сини сиділи в кучках у свято сьомого місяця, і щоб розголосили й оголосили по всіх своїх містах та в Єрусалимі, говорячи: Вийдіть на гору, і понаносьте галуззя оливкового, і галуззя дерева оливкового, і галуззя миртового, і галуззя пальмового, і галуззя густолистого дерева, щоб поробити кучки, як написано. І вийшов народ, і поназношували, і поробили собі кучки кожен на даху своїм, і в подвір'ях своїх, і в подвір'ях Божого дому, і на майдані Водної брами, і на майдані брами Єфремової. І поробила кучки вся громада, що вернулася з полону, і сиділа в кучках, бо не робили так Ізраїлеві сини від днів Ісуса, Навинового сина, аж до дня цього. І була дуже велика радість! І читали в книзі Божого Закону щоденно, від першого дня аж до дня останнього. І справляли свято сім день; а восьмого дня віддання, за уставом.
В уривку йдеться про те, що «написано в Законі», щоб люди йшли в гори за пальмовим гіллям, оливковим листям, хвоєю, миртовим листям та іншими видами рослинності, з яких можна спорудити суку. Єдиний вірш у Торі, в якому згадуються деякі з цих видів — Левит 23:40. На думку більшості караїмів, це вказує на те, що книжники Ездри інтерпретували цей вірш як такий, що стосується будівельних матеріалів для суки, а не вимахування чотирма видами.
Лоуренс Шиффман тлумачить цей уривок так само:
Одним з перших прикладів мідрашистської екзегези було тлумачення Лев. 23:40-42 в книзі Ездри. Запропонована тут інтерпретація була відкинута єврейською традицією, яка вважала, що в Левит 23:40 йдеться про взяття лулава та етроґа до рук, а не про спорудження суки.
Шиффман вважає, що уривок з Неемії є мідрашистською інтерпретацією Левит 23:40, як це роблять караїми. Однак, на його думку, ця інтерпретація з часом була відкинута «єврейською традицією», тобто практикою більшості, на користь талмудичного тлумачення Левит 23:40 як такого, що відноситься до розмахування чотирма видами. На противагу Шиффману, деякі коментатори стверджують, що вірш у Неемії не може посилатися на Левит 23:40, оскільки текст Неемії має деякі відмінності від цього вірша. Пропущено фразу pri eitz hadar (плід прекрасного дерева) і вербові гілки, а також додано два види оливкових гілок. Відповідно до цього тлумачення залишається незрозумілим, де саме книжники часів Неємії «знайшли написане в законі», що сука має робитися з описаних видів, оскільки такої заповіді немає ні в книгах Мойсея, ні деінде в Старому Завіті.
Серед караїмських мудреців існує меншість, яка вважає, що ці чотири види символізують широке розмаїття зелені та фруктів, які слід декоративно зв'язати разом, носити з собою і їсти протягом усього свята, виконуючи таким чином наказ Левит 23:40 «радіти перед Господом».

## Мистецтво
Чотири види зображувалися в єврейському мистецтві з давніх часів. Ці елементи з'явилися на монетах під час Першого єврейського повстання (66–70 рр. н. е.) і повстання Бар-Кохби (132—136 рр. н. е.). Чотири види знову повернулися в образотворче мистецтво пізньої античності, з'явившись на мистецьких об'єктах, знайдених як в Землі Ізраїлю, так і в діаспорних громадах.

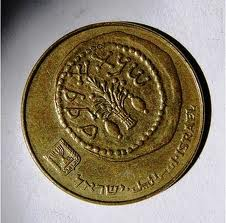
Лулав і етроґ на монеті